# 1958年の野球
1958年の野球（1958ねんのやきゅう）では、1958年の野球界における動向をまとめる。

## 競技結果

### 日本プロ野球

#### ペナントレース
| 順位 | 球団             | 勝 | 敗 | 分 | 勝率 | 差   |
| 1位  | 読売ジャイアンツ | 77 | 52 | 1  | .597 | 優勝 |
| 2位  | 大阪タイガース   | 72 | 58 | 0  | .554 | 5.5  |
| 3位  | 中日ドラゴンズ   | 66 | 59 | 5  | .528 | 9.0  |
| 4位  | 国鉄スワローズ   | 58 | 68 | 4  | .460 | 17.5 |
| 5位  | 広島カープ       | 54 | 68 | 8  | .443 | 19.5 |
| 6位  | 大洋ホエールズ   | 51 | 73 | 6  | .411 | 23.5 |

| 順位 | 球団               | 勝 | 敗 | 分 | 勝率 | 差   |
| 1位  | 西鉄ライオンズ     | 78 | 47 | 5  | .624 | 優勝 |
| 2位  | 南海ホークス       | 77 | 48 | 5  | .616 | 1.0  |
| 3位  | 阪急ブレーブス     | 73 | 51 | 6  | .589 | 4.5  |
| 4位  | 毎日大映オリオンズ | 62 | 63 | 5  | .496 | 16.0 |
| 5位  | 東映フライヤーズ   | 57 | 70 | 3  | .449 | 22.0 |
| 6位  | 近鉄パールス       | 29 | 97 | 4  | .230 | 49.5 |

#### 日本シリーズ
| 日付                                 | 試合   | ビジター球団（先攻） | スコア   | ホーム球団（後攻） | 開催球場   |
| ------------------------------------ | ------ | -------------------- | -------- | ------------------ | ---------- |
| 10月11日（土）                       | 第1戦  | 西鉄ライオンズ       | 2 - 9    | 読売ジャイアンツ   | 後楽園球場 |
| 10月12日（日）                       | 第2戦  | 西鉄ライオンズ       | 3 - 7    | 読売ジャイアンツ   | 後楽園球場 |
| 10月13日（月）                       | 移動日 | 移動日               | 移動日   | 移動日             | 移動日     |
| 10月14日（火）                       | 第3戦  | 読売ジャイアンツ     | 1 - 0    | 西鉄ライオンズ     | 平和台球場 |
| 10月15日（水）                       | 第4戦  | 雨天中止             | 雨天中止 | 雨天中止           | 平和台球場 |
| 10月16日（木）                       | 第4戦  | 読売ジャイアンツ     | 4 - 6    | 西鉄ライオンズ     | 平和台球場 |
| 10月17日（金）                       | 第5戦  | 読売ジャイアンツ     | 3 - 4    | 西鉄ライオンズ     | 平和台球場 |
| 10月18日（土）                       | 移動日 | 移動日               | 移動日   | 移動日             | 移動日     |
| 10月19日（日）                       | 第6戦  | 雨天中止             | 雨天中止 | 雨天中止           | 後楽園球場 |
| 10月20日（月）                       | 第6戦  | 西鉄ライオンズ       | 2 - 0    | 読売ジャイアンツ   | 後楽園球場 |
| 10月21日（火）                       | 第7戦  | 西鉄ライオンズ       | 6 - 1    | 読売ジャイアンツ   | 後楽園球場 |
| 優勝：西鉄ライオンズ（3年連続3回目） |        |                      |          |                    |            |

#### 個人タイトル
|                               | セントラル・リーグ | セントラル・リーグ | セントラル・リーグ | パシフィック・リーグ | パシフィック・リーグ | パシフィック・リーグ |
| タイトル                      | 選手               | 球団               | 成績               | 選手                 | 球団                 | 成績                 |
| ----------------------------- | ------------------ | ------------------ | ------------------ | -------------------- | -------------------- | -------------------- |
| 最優秀選手                    | 藤田元司           | 巨人               |                    | 稲尾和久             | 西鉄                 |                      |
| 最優秀新人                    | 長嶋茂雄           | 巨人               |                    | 杉浦忠               | 南海                 |                      |
| 沢村栄治賞(セ) 最優秀投手(パ) | 金田正一           | 国鉄               |                    | 稲尾和久             | 西鉄                 |                      |
| 首位打者                      | 田宮謙次郎         | 大阪               | .320               | 中西太               | 西鉄                 | .314                 |
| 最多本塁打                    | 長嶋茂雄           | 巨人               | 29本               | 中西太               | 西鉄                 | 23本                 |
| 最多打点                      | 長嶋茂雄           | 巨人               | 92打点             | 葛城隆雄             | 大毎                 | 85打点               |
| 最多盗塁                      | 岡嶋博治           | 中日               | 47盗塁             | R.バルボン           | 阪急                 | 38盗塁               |
| 最多安打                      | 長嶋茂雄           | 巨人               | 153安打            | 葛城隆雄             | 大毎                 | 147安打              |
| 最高出塁率                    | 田宮謙次郎         | 大阪               | .419               | 中西太               | 西鉄                 | .405                 |
| 最優秀防御率                  | 金田正一           | 国鉄               | 1.30               | 稲尾和久             | 西鉄                 | 1.42                 |
| 最多勝利                      | 金田正一           | 国鉄               | 31勝               | 稲尾和久             | 西鉄                 | 33勝                 |
| 最多奪三振                    | 金田正一           | 国鉄               | 311奪三振          | 稲尾和久             | 西鉄                 | 334奪三振            |
| 最高勝率                      | 藤田元司           | 巨人               | .690               | 秋本祐作             | 阪急                 | .778                 |

#### ベストナイン
|          | セントラル・リーグ | セントラル・リーグ | パシフィック・リーグ | パシフィック・リーグ |
| 守備位置 | 選手               | 球団               | 選手                 | 球団                 |
| -------- | ------------------ | ------------------ | -------------------- | -------------------- |
| 投手     | 金田正一           | 国鉄               | 稲尾和久             | 西鉄                 |
| 捕手     | 藤尾茂             | 巨人               | 野村克也             | 南海                 |
| 一塁手   | 川上哲治           | 巨人               | スタンレー橋本       | 東映                 |
| 二塁手   | 井上登             | 中日               | R.バルボン           | 阪急                 |
| 三塁手   | 長嶋茂雄           | 巨人               | 中西太               | 西鉄                 |
| 遊撃手   | 吉田義男           | 大阪               | 葛城隆雄             | 大毎                 |
| 外野手   | 田宮謙次郎         | 大阪               | 杉山光平             | 南海                 |
| 外野手   | 森徹               | 中日               | 関口清治             | 西鉄                 |
| 外野手   | 与那嶺要           | 巨人               | 毒島章一             | 東映                 |

### 高校野球
- 第30回選抜高等学校野球大会優勝：済々黌（熊本県）
- 第40回全国高等学校野球選手権大会優勝：柳井（山口県）

### 大学野球
- 第7回全日本大学野球選手権大会優勝：立教大

- 東京六大学野球連盟優勝 春：立教大、秋：立教大
- 東都大学野球連盟優勝 春：中央大、秋：学習院大
- 関西六大学野球連盟優勝 春：関西大、秋：関西大

### 社会人野球
- 第29回都市対抗野球大会優勝：日本石油

### メジャーリーグ
- ワールドシリーズ
ニューヨーク・ヤンキース（ア・リーグ） （4勝3敗） ミルウォーキー・ブレーブス（ナ・リーグ）

## できごと

### 1月
- 1月4日 - 元毎日オリオンズ総監督の湯浅禎夫が午前7時5分、胃がんのため豊中市の自宅にて死去[2]。
- 1月14日 - 大洋は早稲田大学野球部監督の森茂雄が球団社長に就任したと正式に発表[3]。

### 4月
- 4月5日 - プロ野球のセントラル・リーグ、パシフィック・リーグの公式戦が同時に開幕[4]。
- 4月6日 - 駒沢球場で行われた東映対南海ダブルヘッダー第二試合の3回戦が、日没のため七回でコールドゲームとなり4-2で南海が勝利となったが、これに不満のファンが約100名がグランドに流れ込む騒ぎとなる。東映の球団代表の石原春夫が場内アナウンスで観客を説得して午後7時半に収拾する[5]。
- 4月10日 - 第三十回選抜高校野球大会の決勝戦が午後1時1分から甲子園球場で行われ、済々黌高校が中京商業を7-1で破り、初優勝[6]。
- 4月23日 - 駒沢で行われた東映対大毎2回戦で東映がパ・リーグ史上初の出場打者全員三振（9人、10三振）。試合は3対1で東映が勝利[7]。
- 春季四国地区高等学校野球大会決勝戦での石川陽造（高松商）・板東英二（徳島商）両投手の延長25回に及ぶ熱投が全国的な話題となる一方で、その酷使が問題視されたため、高野連は急遽「延長18回再試合ルール」を制定した[8]。

### 5月
- 5月7日 - 日本プロ野球はこの日6試合が行われ[9]、無本塁打に終わる。6試合以上行われての無本塁打はNPB史上2度目[10]。
- 5月10日 - 東映の山本八郎が駒沢球場での対南海4回戦で、六回裏に遊撃へのゴロがアウトと判定されたことに怒り、審判の角田隆良を殴打し、退場処分となった後にも再度殴打[11]。東映のオーナーの大川博は山本と監督の岩本義行に対し謹慎を命じる[12]。
- 5月18日 - 東映の布施勝巳が大阪球場での対南海6回戦に先発し延長10回無死まで無安打無得点を続けていたものの、10回先頭打者の増田卓に初安打を許す[13]。
- 5月20日 - 日生球場でのナイター初公式戦の近鉄対大毎戦5回戦が行われ、5対1で大毎が勝利[14]。
- 5月27日 - 国鉄の金田正一が広島で対広島5回戦に先発し、3回まで無失点に抑え藤本英雄の持つ62回連続無失点の記録を更新、6回裏二死から藤井弘に本塁打を打たれ、連続無失点記録は64回1/3でストップ[15]。
- 5月31日 - 東映フライヤーズの土橋正幸が駒沢球場での対西鉄ライオンズ6回戦に先発し1試合16奪三振のプロ野球新記録、また1回の大下弘から4回の中西太までの9者連続三振[16]。

### 6月
- 6月4日 - 西鉄の日比野武が後楽園球場での対大毎9回戦に出場し、プロ通算1500試合出場を達成[17]。
- 6月6日 - 国鉄の金田正一が後楽園球場での対阪神10回戦の五回一死二塁の場面から救援登板して勝利投手となり18勝目を挙げ、プロ通算200勝を達成[18]。
- 6月13日 - 中日の杉山悟が甲子園球場で行われた対阪神8回戦の八回表に6号本塁打を放ち、プロ通算200本塁打を達成[19]。

### 7月
- 7月5日 - 西鉄の関口清治が平和台球場での対大毎13回戦の延長十一回裏にサヨナラ適時打を打ち、プロ通算1000安打を達成[20]。
- 7月9日 - 阪急の梶本隆夫が駒沢球場での対東映16回戦に先発して勝利投手となり、プロ通算100勝を達成[21]。
- 7月19日 - 西鉄の西村貞朗が駒澤球場での対東映16回戦に先発して完全試合を達成[22]。

### 8月
- 8月4日 - 第二十九回都市対抗野球大会が後楽園球場にて午後7時1分より行われ、横浜市代表の日本石油が二瀬町の日鉄二瀬を4-0で破り、二度目の優勝を達成[23]。
- 8月16日
  - 第40回全国高校野球選手権大会の8日目の第4試合、徳島商業対魚津商業戦は延長18回0-0で大会特別規定により再試合となる[24]。

- - 川崎球場での大洋対中日17回戦は3回表中日の攻撃中に停電、35分復旧を待ったが、その目途が立たないとしてノーゲームとなる[25]。
- 8月17日 - 第40回全国高校野球選手権大会の8日目の第4試合、徳島商業対魚津商業戦の再試合が午後2時23分から行われ、徳島商が3-1で勝利[26]。
- 8月19日 -第40回全国高校野球選手権大会の決勝戦が午後1時2分から甲子園球場にて行われ、柳井高校が徳島商業に7-0で勝利し、大会初優勝を達成[27]。

### 9月
- 9月9日 - 阪急の米田哲也が西宮球場での対西鉄23回戦に先発し、パ・リーグ新記録となるシーズン9完封を達成[28]。
- 9月14日 - 阪急は西宮球場での対東映ダブルヘッダー第1試合の25回戦で、先発出場した9人の打者が共に3打数。1956年西鉄、1957年近鉄以来パ・リーグ3度目[29]。
- 9月19日 - 巨人の長嶋茂雄が後楽園球場での対広島23回戦の5回裏、広島先発の鵜狩好応から左中間に28号本塁打を放つが走塁の際一塁ベースを踏まなかったと広島の一塁手の藤井弘が一塁審判の竹元勝雄にアピールして認められたため本塁打が取り消され、記録はピッチャーゴロとなった[30][31]。
- 9月21日
  - 阪急の川合幸三が大阪球場での対南海26回戦の三回表に安打を打ち、プロ通算1000安打を達成[32]。
  - 西鉄の稲尾和久が日生球場での対近鉄23回戦で勝利投手となり、戦後で初めて2年連続30勝を達成[33]。

### 10月
- 10月2日 - 
  - パ・リーグは平和台球場での西鉄対近鉄戦ダブルヘッダー25回、26回戦で西鉄が6-2、7-2で連勝、駒沢球場での東映対南海26回戦で南海が1-2で敗戦し、西鉄の3年連続4度目のリーグ優勝が決定[34]。
  - セ・リーグは広島球場での広島対阪神26回戦で阪神が1-3で敗戦し、巨人の4年連続7度目のリーグ優勝が決定[34]。
- 10月8日 - 浦和球場で大毎対近鉄26回戦が行われ大毎が6-3で勝利、パ・リーグの全日程が終了[35]。
- 10月9日 - プロ野球の1958年度のセ・パ両リーグの最高殊勲選手、最優秀新人、沢村賞を決める記者投票の行われ、最高殊勲選手はセが巨人の藤田元司、パは西鉄の稲尾和久。最優秀新人はいずれも満票でセが巨人の長嶋茂雄、パは南海の杉浦忠。沢村賞は国鉄の金田正一が選出される[36]。
- 10月21日
  - 日本シリーズの第7戦が後楽園球場にて行われ西鉄が巨人に6-1で勝利し、3連敗からの4連勝で3年連続3度目の日本一達成[37]。
  - 巨人の川上哲治が日本シリーズ第7戦終了後、後楽園ロビーにて今季限りでの現役引退の意向を明らかにする[38]。
- 10月23日 - 後楽園球場にて巨人対広島のダブルヘッダー25、26回戦が行われセ・リーグの全日程が終了[39]。

### 11月
- 11月19日 - 大洋は球団社長の森茂雄が兼任で監督に就任すると発表[40]。
- 11月25日 - 中日の西沢道夫が球団に対し現役引退を申し入れる[41]。
- 11月26日 - 近鉄の球団社長の佐伯勇が東京・西銀座の巨人の球団事務所を訪れ「巨人の二軍監督の千葉茂を近鉄パールズの監督に迎え入れたい」と申し入れ、巨人も了承[42]。
- 11月30日 - 大阪は午後3時から甲子園球場にて藤村富美男の今季限りでの現役引退を正式に発表[43]。

### 12月
- 12月3日 - 巨人のオーナー、読売興行代表取締役の品川主計が東京・銀座西の球団事務所にて退任を正式に発表[44]。
- 12月10日 - 中日は午後3時から球団事務所にて来季の首脳陣を正式に発表し、杉下茂の監督就任が決定[45]。
- 12月15日 - 阪神は田宮謙次郎が大阪市内の阪神電鉄本社で記者会見し、退団の意向を明らかにした。A級10年選手の権利を持つ田宮は球団と4度残留交渉を行っていたが、ボーナスと参稼報酬を巡って決裂したため[46]。
- 12月27日 - 大毎は午後4時20分から大阪市東区の国際見本市会館にて記者会見し阪神を退団した田宮謙次郎の入団を発表[47]。
- 12月29日 - 読売興行の定時株主総会が午後2時半から読売新聞本社にて開かれ取締役の品川主計、水原茂、鈴木惣太郎の退任と読売新聞副社長の高橋雄豺の代表取締役就任を発表[48]。
- 12月30日 - 阪急は大洋を退団した青田昇との契約を発表[49]。

## 誕生

### 1月
- 1月1日 - 芦沢真矢
- 1月26日 - マイク・パターソン

### 2月
- 2月14日 - 住友一哉
- 2月21日 - 引間克幸
- 2月28日 - ダラス・ウイリアムズ

### 3月
- 3月6日 - 佐野元国
- 3月6日 - 山本穰（+ 2000年）

### 4月
- 4月7日 - 青島健太
- 4月8日 - 久保康生
- 4月11日 - 岡部憲章
- 4月11日 - 谷良治
- 4月15日 - 山崎隆造

### 5月
- 5月9日 - ダグ・ローマン
- 5月12日 - 應武篤良（+ 2022年）
- 5月20日 - 西村博巳
- 5月20日 - 赤嶺賢勇
- 5月30日 - 宇野勝

### 6月
- 6月1日 - 酒井圭一
- 6月20日 - 橋本敬司
- 6月28日 - 弓岡敬二郎

### 7月
- 7月4日 - 続木敏之
- 7月4日 - 上野克二
- 7月18日 - 久保寺雄二（+ 1985年）
- 7月20日 - 君波隆祥
- 7月22日 - 原辰徳
- 7月25日 - 黒田真二（+ 2020年）

### 8月
- 8月19日 - 西本和美
- 8月23日 - フリオ・フランコ

### 9月
- 9月10日 - 高沢秀昭
- 9月11日 - アニマル・レスリー（+ 2013年）
- 9月16日 - オーレル・ハーシュハイザー
- 9月18日 - 木村孝
- 9月19日 - 李萬洙

### 10月
- 10月3日 - 山田勉
- 10月9日 - 市川和正
- 10月16日 - 津末英明
- 10月17日 - 山口忠良
- 10月20日 - 大石大二郎
- 10月22日 - 高木豊
- 10月24日 - 辻発彦
- 10月27日 - 立花義家

### 11月
- 11月15日 - 堀井恒雄

### 12月
- 12月1日 - 三宅宗源
- 12月18日 - 金沢次男
- 12月21日 - 柳沢高雄
- 12月22日 - ジョージ・ライト
- 12月25日 - リッキー・ヘンダーソン（+ 2024年）
- 12月27日 - 小川達明

## 死去
- 1月15日 - 湯浅禎夫（* 1902年）
- 8月17日 - 加藤正二（* 1914年）
- 11月21日 - メル・オット（* 1909年）
- 12月8日 - トリス・スピーカー（* 1888年）

## その他
- エポック社が野球盤を発売[50]。